# Porto Covo
Porto Covo é uma povoação portuguesa sede da Freguesia de Porto Covo do Município de Sines, freguesia com 48,73 km² de área e 1091 habitantes (censo de 2021)., tendo, por isso, uma densidade populacional de 22,4 hab./km².

## História
A Freguesia de Porto Covo foi criada em 31 de dezembro de 1984, por desanexação da freguesia de Sines, até então a única do município do mesmo nome.

## Demografia
A população registada nos censos foi:
| Distribuição da População por Grupos Etários | Distribuição da População por Grupos Etários | Distribuição da População por Grupos Etários | Distribuição da População por Grupos Etários | Distribuição da População por Grupos Etários |
| -------------------------------------------- | -------------------------------------------- | -------------------------------------------- | -------------------------------------------- | -------------------------------------------- |
| Ano                                          | 0-14 Anos                                    | 15-24 Anos                                   | 25-64 Anos                                   | > 65 Anos                                    |
| 2001                                         | 149                                          | 156                                          | 587                                          | 224                                          |
| 2011                                         | 133                                          | 92                                           | 558                                          | 255                                          |
| 2021                                         | 120                                          | 88                                           | 582                                          | 301                                          |

## Património
- Forte do Pessegueiro, incluindo o Forte da Ilha de Dentro, na Ilha do Pessegueiro
- Herdade do Pessegueiro
- Praça Marquês de Pombal
- Parque Natural do Sudoeste Alentejano e Costa Vicentina

## Geografia
A ilha do Pessegueiro, com o seu forte, faz geograficamente parte do território da Freguesia de Porto Covo.

### Praias de Porto Covo

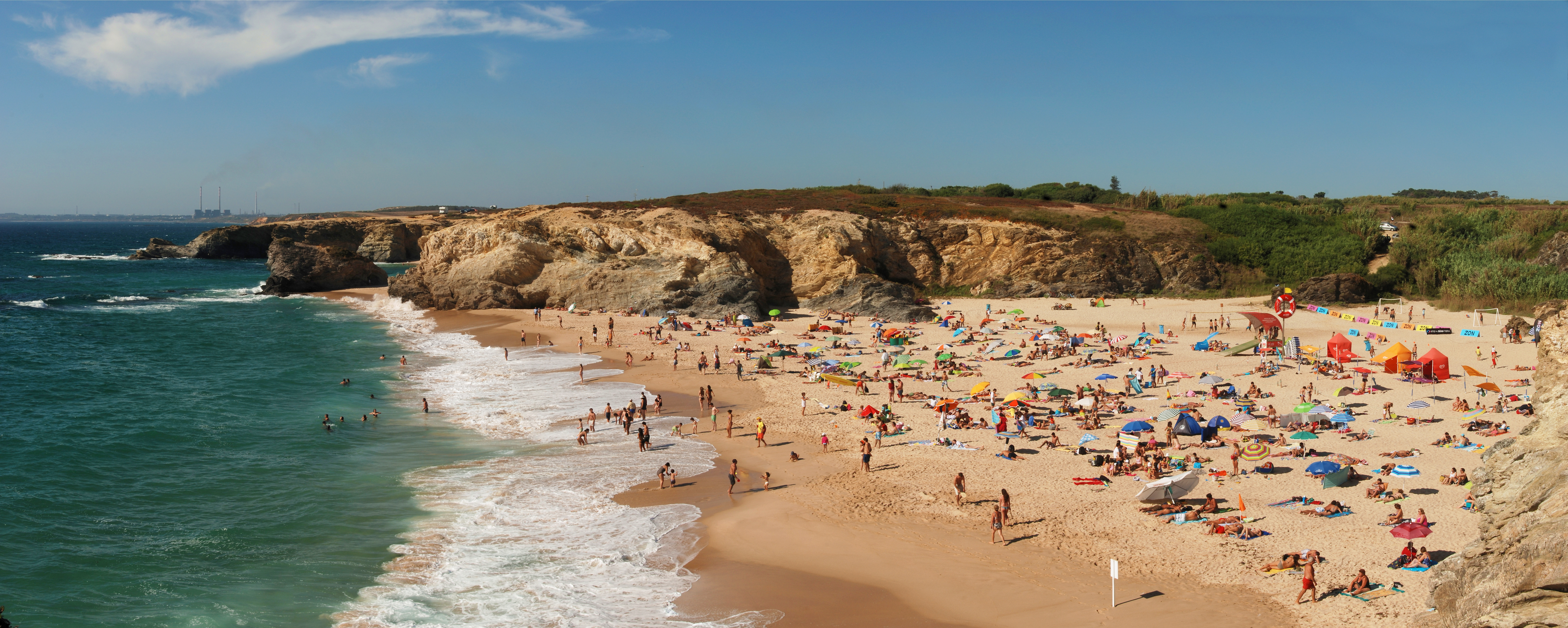
Praia Grande

Na aldeia de Porto Covo existe a Praia Grande, uma das mais procuradas por locais e turistas. Situada junto à saída norte de Porto Covo, ao pé do jardim. Com bons acessos, espaçosa e abrigada pela falésia, é umas das mais concorridas durante o Verão. Detém bandeira azul e é bastante frequentada por surfistas.
Entre outras praias da região encontram-se a Praia do Espingardeiro, a Praia Pequena, a Praia dos Buizinhos e a Baía de Porto Covo, estas mais pequenas.
- Praia Pequena

Minúsculo areal encravado na falésia, no centro de Porto Covo. Da falésia contempla-se um fantástico pôr do Sol.
- Praia do Buizinhos

Descendo até ao fim a rua Vasco da Gama - a principal de Porto Covo - chega-se ao miradouro que dá acesso a esta pequena praia, assim conhecida por causa das minúsculas conchas que ali existem e que eram usadas no artesanato local.
- Baía de Porto Covo

Praia de cascalho, na foz de um curso de água, onde funciona o porto de pesca da vila. Desaconselhado a banhistas.

Praça Marquês de Pombal

Em julho de 2015, a edição francesa do The Huffington Post considerou as praias de Porto Covo uma das 10 mais belas praias do mundo.

## Política

### Eleições autárquicas

#### Assembleia de Freguesia
| Data | %       | D       | %     | D     | %       | D       | %              | D   | %              | D   | %              | D      | Participação |                |
| Data | APU/CDU | APU/CDU | PS    | PS    | PPD/PSD | PPD/PSD | PSN            | PSN | GCE            | GCE | CDS-PP         | CDS-PP | Participação |                |
| ---- | ------- | ------- | ----- | ----- | ------- | ------- | -------------- | --- | -------------- | --- | -------------- | ------ | ------------ | -------------- |
| Data | 1985    | 56,95   | 5     | 21,44 | 1       | 19,60   | 1              |     |                |     |                |        |              | 63,31 / 100,00 |
| 1989 | 47,37   | 4       | 22,07 | 1     | 28,18   | 2       | 62,00 / 100,00 |     |                |     |                |        |              |                |
| 1993 | 43,85   | 4       | 42,00 | 3     | 10,00   | -       | 1,54           | -   | 67,64 / 100,00 |     |                |        |              |                |
| 1997 | 43,24   | 4       | 47,70 | 5     | 6,00    | -       |                |     | 68,81 / 100,00 |     |                |        |              |                |
| 2001 | 39,14   | 3       | 51,69 | 4     | 6,48    | -       | 74,62 / 100,00 |     |                |     |                |        |              |                |
| 2005 | 41,33   | 3       | 49,71 | 4     | 5,20    | -       | 71,27 / 100,00 |     |                |     |                |        |              |                |
| 2009 | 18,72   | 1       | 48,71 | 4     | 10,05   | -       | 20,40          | 2   | 68,08 / 100,00 |     |                |        |              |                |
| 2013 | 21,25   | 1       | 54,22 | 5     | 5,94    | -       | 12,97          | 1   | 2,03           | -   | 68,09 / 100,00 |        |              |                |
| 2017 | 15,22   | 1       | 62,65 | 6     |         |         | 4,96           | -   | 8,67           | -   | 61,88 / 100,00 |        |              |                |
| 2021 | 26,67   | 2       | 56,67 | 5     | 10,70   | -       | 4,39           | -   |                |     | 63,40 / 100,00 |        |              |                |

#### Câmara Municipal
| Data | %       | %     | %       | %       | %       | %              | %              | %    | %              | Participação |  |                |
| Data | APU/CDU | PS    | PPD/PSD | UDP/BE  | CDS-PP  | PSN            | PSD-CDS        | GCE  | CH             | Participação |  |                |
| ---- | ------- | ----- | ------- | ------- | ------- | -------------- | -------------- | ---- | -------------- | ------------ |  | -------------- |
| Data | 1985    | 56,28 | 20,10   | 19,77   | 0,67    |                |                |      |                | Participação |  | 63,31 / 100,00 |
| 1989 | 50,76   | 18,85 | 23,77   |         | 4,24    | 62,00 / 100,00 |                |      |                |              |  |                |
| 1993 | 47,69   | 35,08 | 12,31   | 0,92    | 1,08    | 67,64 / 100,00 |                |      |                |              |  |                |
| 1997 | 46,23   | 39,53 | 5,73    | 4,47    |         | 68,71 / 100,00 |                |      |                |              |  |                |
| 2001 | 44,67   | 46,42 | PSD-CDS | PSD-CDS | 6,21    | 74,62 / 100,00 |                |      |                |              |  |                |
| 2005 | 49,71   | 37,14 | 7,51    | 1,16    | 1,01    |                | 71,27 / 100,00 |      |                |              |  |                |
| 2009 | 17,20   | 42,16 | 5,33    | 1,22    |         | 32,12          | 68,08 / 100,00 |      |                |              |  |                |
| 2013 | 17,50   | 53,28 | 5,94    |         | 1,56    | 18,28          | 68,09 / 100,00 |      |                |              |  |                |
| 2017 | 13,10   | 66,55 |         | 1,24    | 4,60    | 9,20           | 61,88 / 100,00 |      |                |              |  |                |
| 2021 | 10,88   | 55,61 | PSD-CDS |         | PSD-CDS | 14,04          | 11,58          | 4,39 | 63,40 / 100,00 |              |  |                |

#### Assembleia Municipal
| Data | %       | %     | %       | %       | %              | %              | %              | %    | Participação   |  |                |
| Data | APU/CDU | PS    | PPD/PSD | UDP/BE  | CDS-PP         | PSD-CDS        | GCE            | CH   | Participação   |  |                |
| ---- | ------- | ----- | ------- | ------- | -------------- | -------------- | -------------- | ---- | -------------- |  | -------------- |
| Data | 1985    | 53,43 | 21,94   | 20,27   | 0,84           |                |                |      | Participação   |  | 63,31 / 100,00 |
| 1989 | 48,05   | 20,54 | 23,77   |         | 3,90           | 62,00 / 100,00 |                |      |                |  |                |
| 1993 | 46,00   | 37,38 | 12,62   | 0,92    | 67,64 / 100,00 |                |                |      |                |  |                |
| 1997 | 44,49   | 41,28 | 6,14    | 4,46    | 68,81 / 100,00 |                |                |      |                |  |                |
| 2001 | 44,13   | 46,42 | PSD-CDS | PSD-CDS | 6,75           | 74,62 / 100,00 |                |      |                |  |                |
| 2005 | 46,53   | 40,75 | 7,95    | 0,87    |                | 71,27 / 100,00 |                |      |                |  |                |
| 2009 | 16,89   | 44,75 | 7,15    | 2,59    |                | 26,48          | 68,08 / 100,00 |      |                |  |                |
| 2013 | 18,44   | 52,19 | 6,25    |         | 3,13           | 16,56          | 68,09 / 100,00 |      |                |  |                |
| 2017 | 13,98   | 63,72 |         | 2,12    | 4,42           | 9,03           | 61,88 / 100,00 |      |                |  |                |
| 2021 | 13,68   | 52,63 | PSD-CDS |         | PSD-CDS        | 17,19          | 8,95           | 4,39 | 63,40 / 100,00 |  |                |